# Amor FM
Amor FM (Radio Amor) is een Nederlands regionaal radiostation, opgericht op 14 oktober 1996 door Subhas Gogar, dat zich richt op de Surinaams Hindoestaanse doelgroep in Nederland. Het moederbedrijf Stichting Radika heeft in Suriname een tweede radiostation met dezelfde naam in Paramaribo op 88.5 MHz. Er worden diverse programma's gelijktijdig op beide zenders uitgezonden.

## Bereik
De zender is in Rotterdam en Den Haag op de ether te ontvangen, op respectievelijk FM 102,3 en 89,8 MHz, en in grote delen van het land wordt het signaal op de kabel doorgegeven. Amor FM heeft in het eerste kwartaal van 2008 ook de licentie voor uitzendingen op de AM 1224 kHz (245 m) verworven. Vanwege het ontbreken van een opstelpunt is besloten afstand te doen van deze frequentie.
Op de website van Amor FM wordt het geluidssignaal ook aangeboden als webradio.

## Impact
Amor FM heeft een grote invloed op de Surinaams Hindoestaanse gemeenschap in Nederland, die zich in grote mate concentreert in de omgeving van Den Haag en Rotterdam, in mindere mate in de omgeving van Amsterdam (Ujala Radio) en Utrecht (Radio SBS FM). Veel culturele activiteiten worden op dit radiostation aangekondigd. Daarnaast wordt dagelijks ingegaan op het politieke nieuws uit Suriname en wordt iedere zondagmiddag een samenvatting van de belangrijkste ontwikkelingen van politieke en/of maatschappelijke aard uitgezonden.

## Muziekstijlen
Op Amor FM is met name muziek uit Bollywoodfilms te horen. In de ochtend wordt vooral muziek uit oudere films gedraaid. Daarnaast zijn er speciale programma's voor onder andere remixen, baithak gana en muziek van bandjes uit Nederland en Suriname (aangeduid met de term "locals").

## Vermais en overlijdensberichten
Naast radioreclames zijn vermais een tweede belangrijke vorm van inkomen voor Hindoestaanse radiostations. Vermais zijn gelukswensen ter ere van een huwelijk, verjaardag of andere belangrijke gebeurtenis, die namens familie en vrienden op de radio door de presentator worden opgelezen, vergezeld van een door de familie of vrienden uitgekozen lied. Tweemaal per dag worden ook de overlijdensberichten van die dag voorgelezen. Beide gebruiken zijn vanuit Suriname naar Nederland meegenomen. In deze cultuur vervult de radio een functie die vergelijkbaar is met die van kranten in Nederland. Voor beide moet worden betaald.

## Onderscheidingen
Op 1 juni 2006 ontving Subhas Gogar van de gemeente Rotterdam de Erasmusspeld als blijk van waardering voor zijn jarenlange inzet voor de Hindoestaanse gemeenschap in Rotterdam. In april 2007 ontvingen ook bestuursleden Roy Sankatsingh en Kries Bandhoe voor hun jarenlange inzet een Erasmusspeld.

## Trivia
Op 1 april 2006 maakte Amor FM bekend in onderhandeling te zijn over een overname door Talpa. Het bleek om een 1 aprilgrap te gaan, maar vele luisteraars (die niet bekend waren met deze traditie) geloofden het nieuws echt. Het nieuws circuleerde maanden later nog altijd in Suriname.

## Verwijzingen
1. ↑  1224 AM
2. ↑  Erasmusspeld voor Subhas Gogar. Gearchiveerd op 5 maart 2016.
3. ↑  Erasmusspeld voor Roy Sankatsingh en Kries Bandhoe